# Henri-Alexis Cahaisse
Henri-Alexis Cahaisse (né Henri-Alexis Cahais à Paris le 13 février 1748 et mort vers 1828) est un écrivain, pamphlétaire, mémorialiste et biographe français.
Il publia aussi sous divers noms de plume, comme K.S., H.K.S., H.A.K.S., etc.

## Œuvres principales
- Histoire d'un perroquet, écrite sous sa dictée et publiée par M. H.-A. Cahaisse, Paris, Sombert, 1801.
- Dix titres pour un. Les effets du fatalisme. Les erreurs de la justice. Les abus de l'autorité. L'héroïsme de l'amitié. Le bon père. Le mari comme il y en a peu. Les ridicules du jour. L'évocation des ombres. M. de Calonne en scène. Saint-Paul et Sara. Histoire franco-anglo-germanico-portugaise, par H. A. K. S., Paris, Sombert, 1802, 2 vol.
- Il était temps, ou Mémoires du marquis de Blinval, Paris, Léopold Collin, 1808.
- Mémoires de Joseph-Jean-Baptiste Albouy-Dazincourt, comédien sociétaire du Théâtre français, par H. A. K***S, Paris, Favre, 1809.
- Mémoires de Préville, membre associé de l'Institut national, professeur de déclamation au Conservatoire et comédien français ; par K. S. H., Paris, Guillaume, 1812, lire en ligne sur Gallica.
- Supplément au Mémoire de M. Clausel de Coussergues en ce qui concerne la préfecture de police dans l'horrible événement du 13 février, Paris, Pillet aîné, 1820, lire en ligne sur Gallica.
- Mémoires de Préville et de Dazincourt, revus, corrigés et augmentés d'une notice sur ces deux comédiens, par M. Ourry (par Cahaisse), Paris, Baudouin frères, 1823, lire en ligne sur Gallica.
- Les Ministres anciens et ceux de l'époque actuelle, jugés d'après leurs œuvres, par H. A. K... S., Paris, Lebègue, 1826, lire en ligne sur Gallica.